# Teleriscaldamento

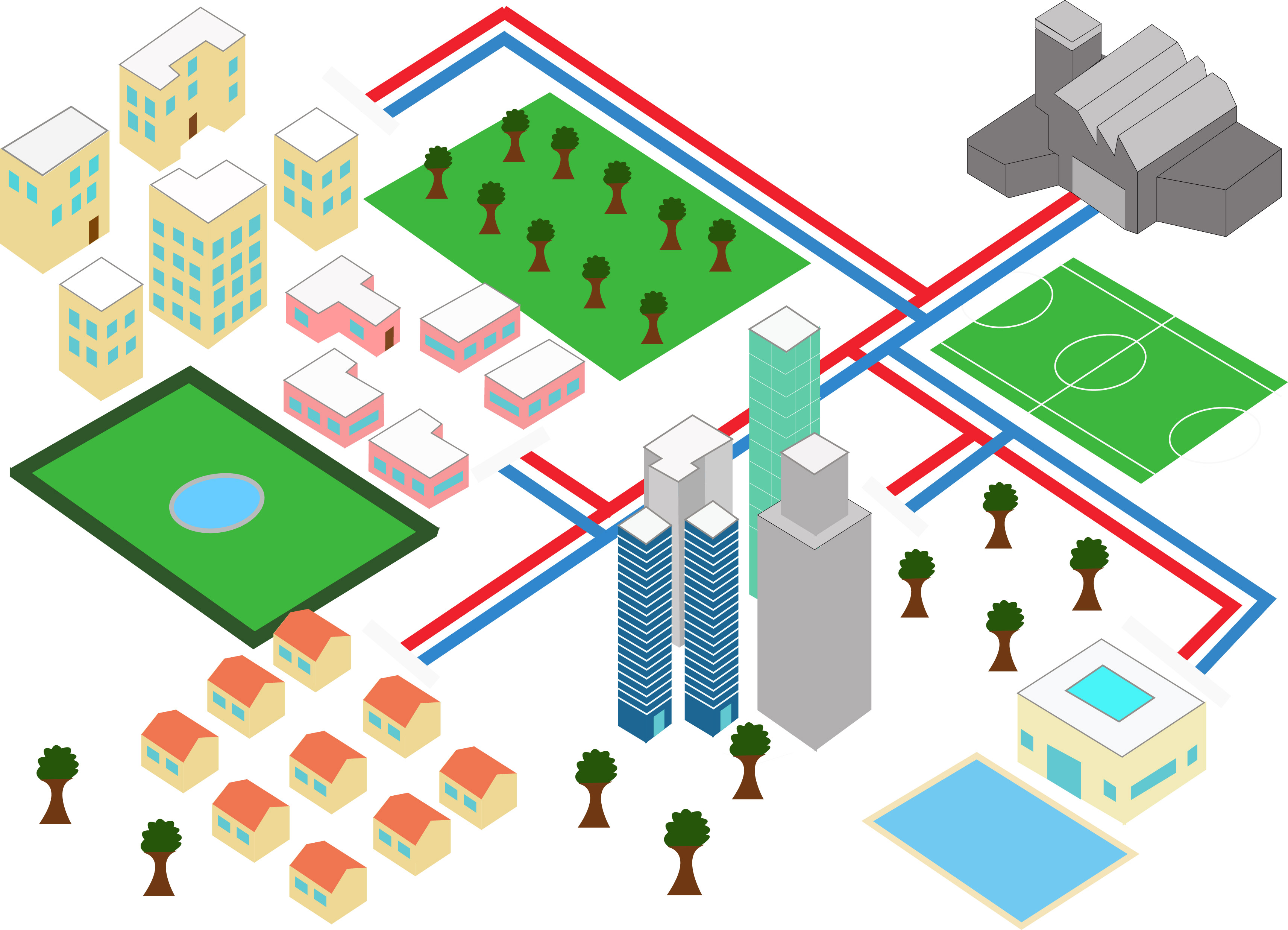
Schema della distribuzione del teleriscaldamento.

Generazioni di teleriscaldamento e le fonti di energia

Il teleriscaldamento è una forma di riscaldamento che consiste nella distribuzione attraverso reti di tubazioni coibentate (perlopiù interrate) di acqua calda, surriscaldata o vapore (detto fluido termovettore), proveniente da una grossa centrale di produzione. Con tale sistema l'acqua arriva alle abitazioni operando negli impianti di riscaldamento o raffreddamento, e successivamente ritorna alla stessa centrale a una temperatura più bassa o più alta.

## Produzione

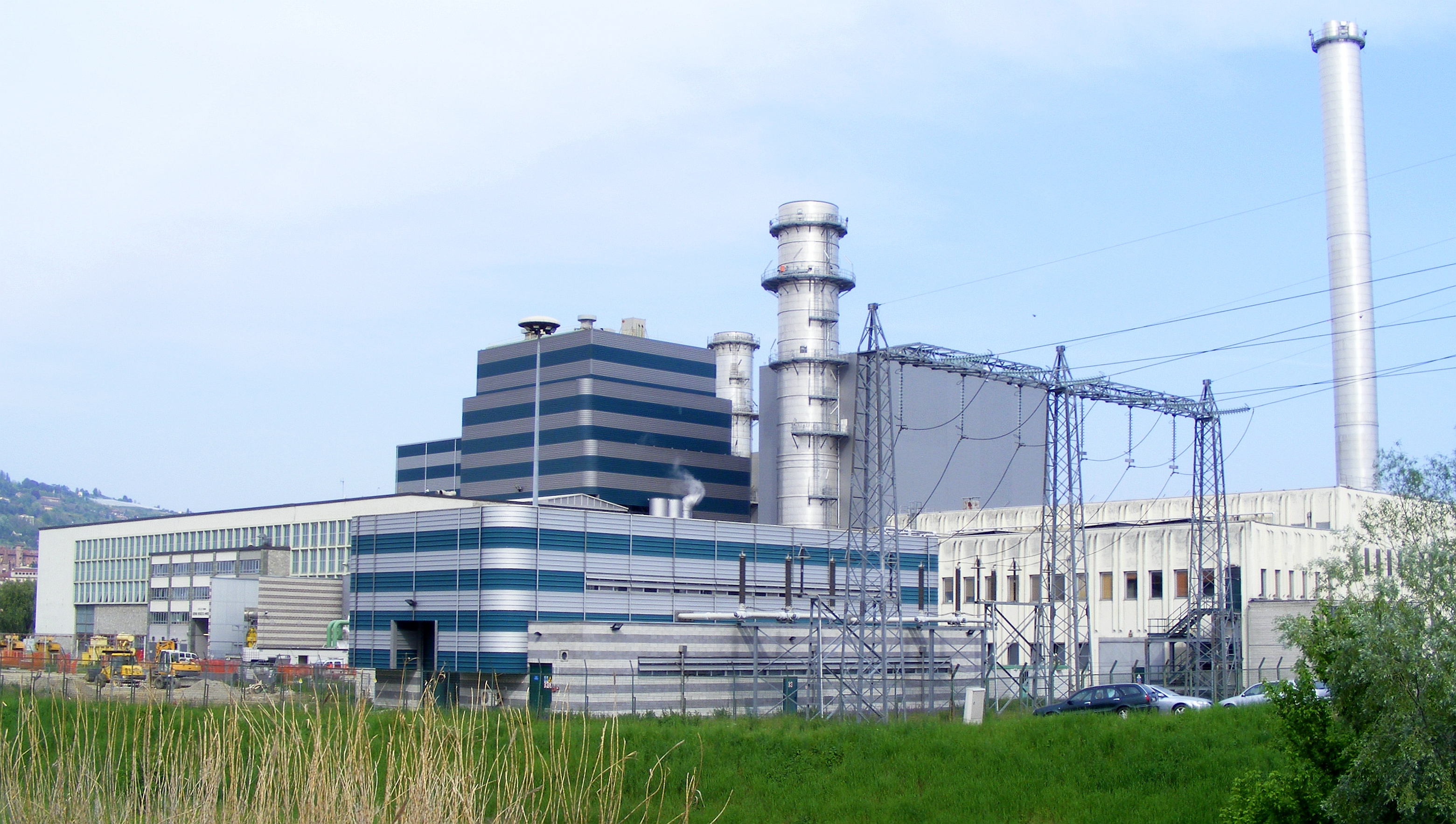
La centrale di cogenerazione di Moncalieri, che fornisce calore alla rete di teleriscaldamento dell'area metropolitana di Torino

Il calore è solitamente prodotto in una centrale di cogenerazione a gas naturale o combustibili fossili oppure il calore proveniente dalla combustione di biomasse o  termovalorizzazione dei rifiuti solidi urbani. In alcuni Paesi europei (tra cui Russia, Ucraina, Svezia e Svizzera) si utilizza anche la cogenerazione da centrale nucleare.

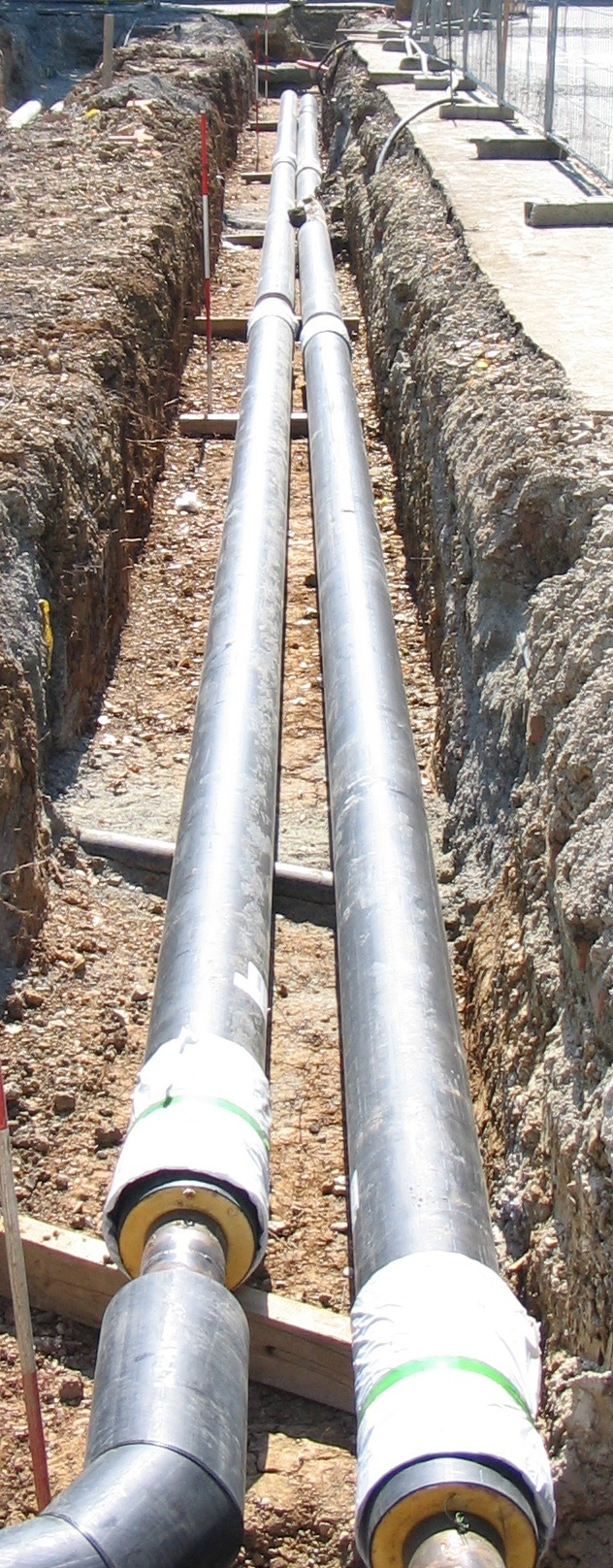
Tubature per teleriscaldamento a Tubinga, in Germania.

Oltre alle biomasse, le altre fonti di energia rinnovabile utilizzate per il teleriscaldamento sono la geotermia e il solare termico (Solar District Heating).
Un'altra fonte di energia "a costo zero" è l'uso di calore di scarto da processi industriali.
Nelle centrali di cogenerazione a combustibili fossili o biomasse, generalmente, l'impianto di cogenerazione è dimensionato per produrre metà della potenza massima di picco e, in assenza di guasti, durante l'anno produce circa il 90% del calore totale prodotto. Ad essa è affiancata una centrale termica di supporto, in grado di coprire da sola l'intero carico di picco, che interviene quando la centrale di cogenerazione è guasta o non riesce a coprire da sola la domanda. In questo modo, si riesce a raggiungere elevate efficienze di sfruttamento dell'energia primaria, fino all'80%.

## Distribuzione

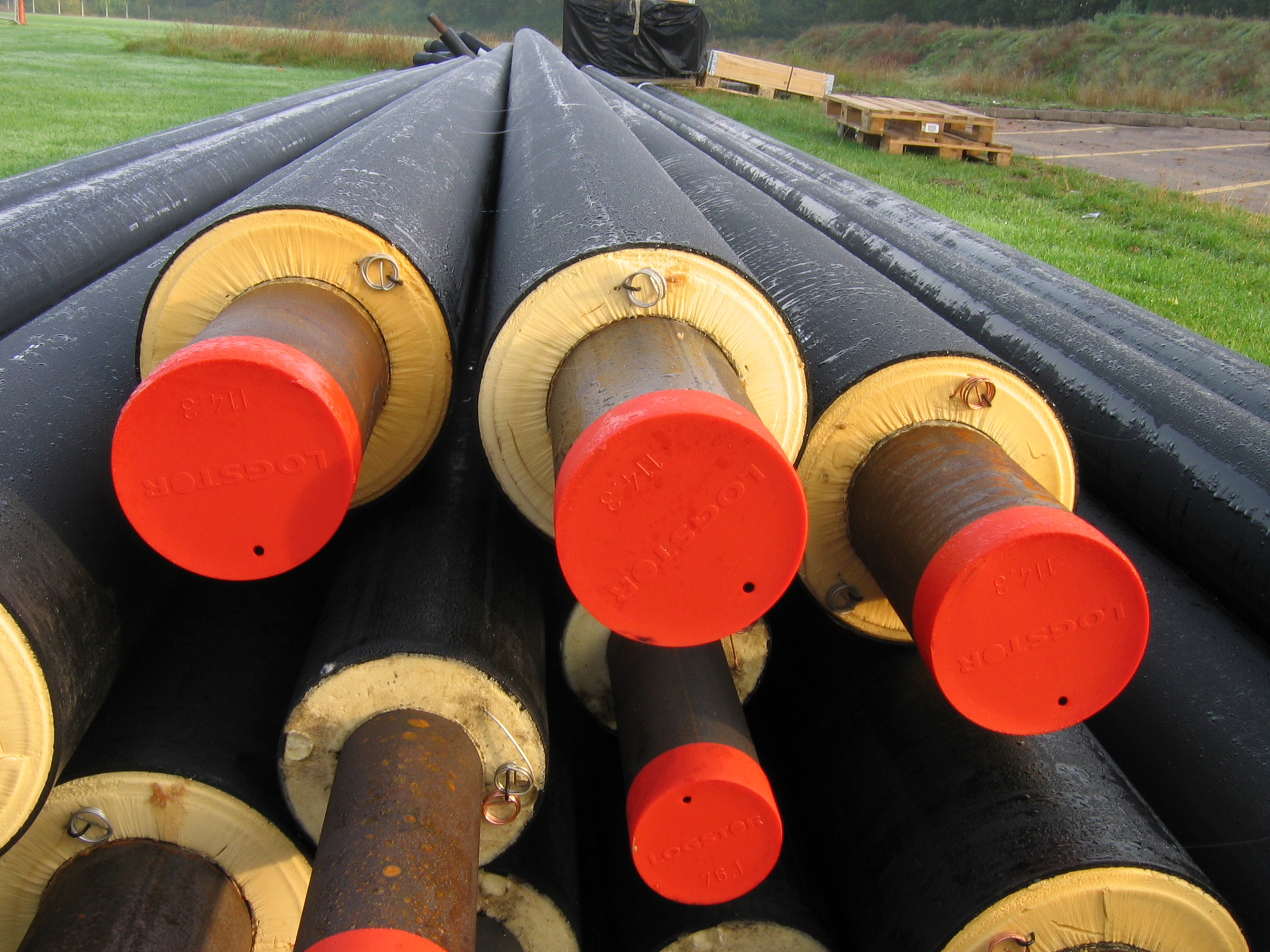
Tubi isolati per l'impianto di cogenerazione dell'università di Warwick

Il fluido termovettore più utilizzato è l'acqua calda, che solitamente viene inviata a circa 90-100 °C e ritorna in centrale a 30-60 °C. La temperatura di ritorno dipende dal tipo di terminali di riscaldamento dei destinatari: i normali radiatori (termosifoni) richiedono temperature di esercizio di 75 °C, vi sono terminali che richiedono temperature di esercizio molto inferiori, come il ventilconvettore (45 °C) e i pannelli radianti (35 °C) permettendo quindi temperature di ritorno superiori o temperature di mandata inferiori, poiché il salto termico che si verifica in ogni utenza è minore.
A destinazione il fluido termovettore riscalda, attraverso uno scambiatore di calore acqua-acqua o vapore-acqua (generalmente a piastre), il fluido dell'impianto di riscaldamento dell'abitazione. Lo scambiatore, quello in sostituzione della caldaia, può produrre anche acqua calda sanitaria.

### Efficienza

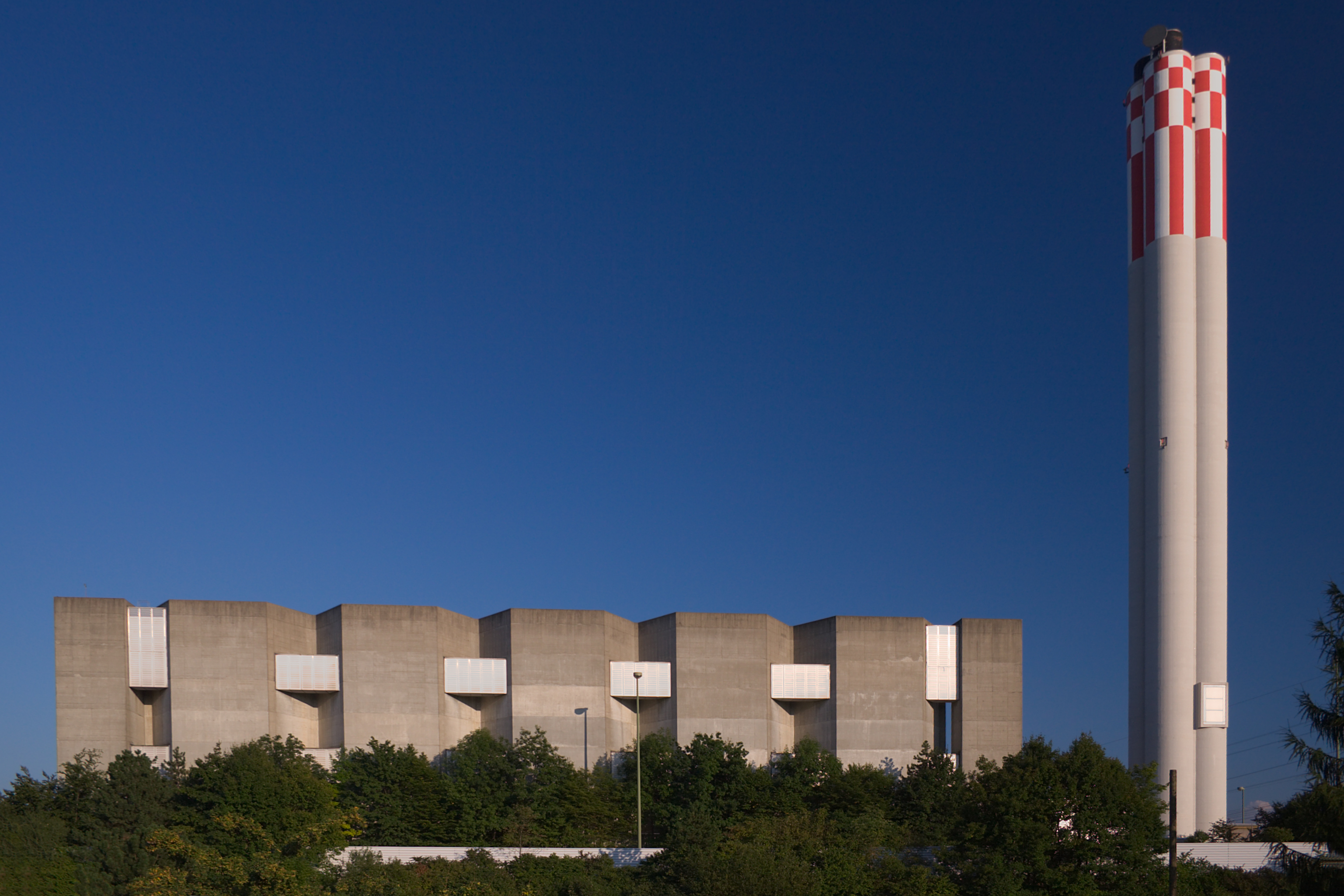
Centrale di teleriscaldamento di Zurigo

Studi condotti in Norvegia dimostrano che le perdite energetiche in rete sono di circa il 10-15% sul totale prodotto, per i molti km percorsi.

## Teleraffrescamento
Una tecnologia in via di sviluppo è lo sfruttamento del calore per il teleraffrescamento tramite il Ciclo frigorifero ad assorbimento.
I condizionatori elettrici consumano elettricità per produrre l'energia frigorifera necessaria; in questo modo si ha una degradazione di un'energia pregiata (l'energia elettrica) per ottenere la quale si è precedentemente degradata altra energia. Infatti, generalmente il rendimento di una centrale termoelettrica si aggira attorno al 40%, quindi più della metà dell'energia chimica del combustibile viene dispersa nell'ambiente sotto forma di calore. Si ha dunque un doppio spreco, perché da un lato non si sfrutta del calore prezioso, e dall'altro si spreca l'elettricità prodotta.
Pertanto, utilizzare direttamente una fonte di calore per produrre freddo costituisce un aumento dell'efficienza e un risparmio energetico, specie se il calore proviene da un impianto di teleriscaldamento che ceda il calore di scarto di altri processi, come accade nella cogenerazione e nell'incenerimento.

## Teleriscaldamento freddo
È un sistema di teleriscaldamento (cold district heating) di ultima generazione che consente l'impiego di fonti rinnovabili ed il recupero di reflui termici non diversamente riutilizzabili a bassissima temperatura e consente il trasferimento del refluo termico e/o della risorsa geotermica od idrotermica, dalla zona di emungimento/spillamento, stoccaggio e pompaggio, alle centrali termiche da riqualificare poste al servizio di stabili esistenti, risolvendo le criticità tipiche legate all’utilizzo di fonti rinnovabili all’interno di centri storici, di zone con scarsità di spazi comuni, di contesti con vincoli di tutela paesaggistica, storica o architettonica o con aree soggette a rigorose zonizzazioni acustiche.
Per le aree geografiche caratterizzate da falde acquifere relativamente superficiali, piuttosto che da un importante reticolo di corsi d’acqua e bacini naturali, il “teleriscaldamento freddo” può rappresentare un modo semplice, veloce, non invasivo e “rinnovabile”, per qualificare energeticamente gli impianti di produzione calore di edifici pubblici, esistenti o da ristrutturare, utilizzando fonti energetiche rinnovabili. È una valida risposta alle esigenze di quei piccoli centri urbani interessati all’efficientamento energetico del territorio, il cui conseguimento, per le limitate dimensioni del bacino d’utenza, non può trovare una favorevole risposta nel teleriscaldamento tradizionale, sia esso cogenerativo o alimentato da fonti rinnovabili.
La possibilità di riqualificare le centrali termiche esistenti con l’utilizzo di pompe di calore a bassa, media o alta temperatura, può oggi evitare il completo rifacimento degli impianti interni di riscaldamento.

## Progetti in via di sviluppo
Nel 2022 in Finlandia è stata installata la prima batteria a sabbia in grado di immagazzinare energia termica. Il dispositivo è stato installato nella centrale di Vatajankoski che gestisce il sistema di teleriscaldamento.

## Pro e contro del teleriscaldamento
I vantaggi sono:
- uso più efficiente dell'energia primaria, sia quando è effettuato in centrali di cogenerazione, sia quando viene utilizzato calore di recupero da processi industriali;
- possibilità di sfruttare fonti energetiche rinnovabili (biomasse, geotermia, solare termico), recupero energetico da rifiuti solidi urbani (inceneritore) e a costo zero (calore di scarto da processi industriali);
- maggiore sicurezza energetica, derivante dalla possibilità di sfruttare più fonti energetiche contemporaneamente, disponibili a livello locale (inceneritore dei rifiuti, fonti energetiche rinnovabili, etc.);
- maggiori controlli sui gas di scarico ed efficace dell'abbattimento degli inquinanti emessi complessivamente su un'unica centrale, rispetto ad uno scenario in cui, a parità di combustibile, il calore sia generato localmente da piccole caldaie individuali;
- possibilità di delocalizzare l'inquinamento in zone a minore densità abitativa e con minori problematiche (zone industriali in luogo di zone residenziali);
- nelle case di nuova costruzione, riduzione dei costi di investimento per la realizzazione della centrale termica.

Gli svantaggi sono:
- lunghi tempi di ritorno degli investimenti (circa 15-20 anni);[11]
- è conveniente solo in aree densamente abitate (per l'alto costo degli impianti di distribuzione);
- i costi dell'energia venduta sono generalmente più elevati rispetto ad altre fonti (biomassa, metano, gpl);[12]
- l'allacciamento al teleriscaldamento per i condomini comporta nella maggioranza dei casi la sottoscrizione di contratti vincolanti con gestori in regime di monopolio e con tariffe non regolamentate con conseguente sconvenienza economica per l'utilizzatore;
- la dispersione termica nei circuiti primari di distribuzione (tubi sotterranei sempre caldi);
- la dispersione termica nei circuiti secondari (tipicamente condominiali) che ricircolano in continuo acqua calda per permettere agli utenti di attingere calore e tali dispersioni non si hanno nel caso di caldaie autonome o boiler che producono calore localmente e solo quando è necessario;
- scarsa possibilità di controllo e trasparenza nella gestione dei flussi termici tra centrale e utente (tipicamente la taratura delle valvole di regolazione dei flussi termici da cui dipendono direttamente le dispersioni termiche viene gestita dalla società che fattura le bollette in conflitto di interesse rispetto all'auspicato obiettivo di risparmio energetico/calore consumato);
- gli impianti di cogenerazione sono più rumorosi delle caldaie tradizionali e possono generare inquinamento acustico;
- i grossi impianti di cogenerazione a metano aumentano localmente l'inquinamento atmosferico (incremento emissioni NOx).

## Il teleriscaldamento in Italia

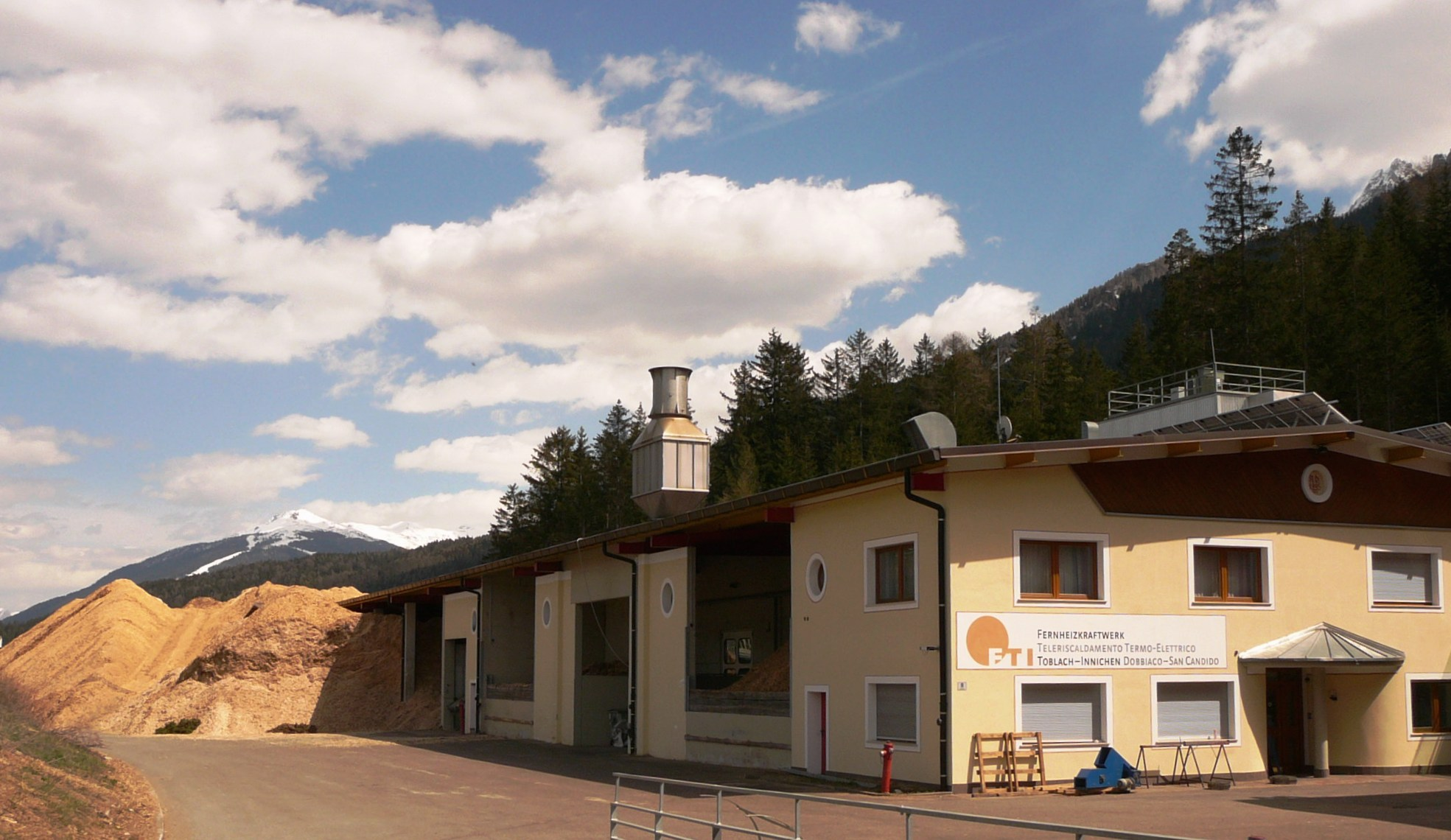
Centrale di teleriscaldamento a Dobbiaco (Trentino-Alto Adige), dove sullo sfondo si vedono i cumuli di cippato.

Il teleriscaldamento è molto diffuso nell'Europa nordorientale, ma dall'inizio degli anni settanta del Novecento è iniziato a diffondersi anche in Italia. La prima città italiana a dotarsi di un sistema di teleriscaldamento è stata Brescia, seguita negli anni ottanta da Torino, che alla fine del 2011 possedeva la rete di teleriscaldamento più estesa d'Italia e fra le maggiori nel continente.
In Italia lo scambiatore è soggetto, come le caldaie, alle normative e controlli INAIL e alla direttiva europea PED sugli apparecchi a pressione; ogni impianto deve inoltre anche essere certificato secondo il Decreto Ministeriale n.37 del 2008 (ex legge n.46 del 1990).
Il costo del calore consumato dall'utente in €/MWh non trova riscontro nelle norme di tutela dell'ARERA (Autorità di Regolazione per Energia Reti e Ambiente).

### Provincia autonoma di Bolzano

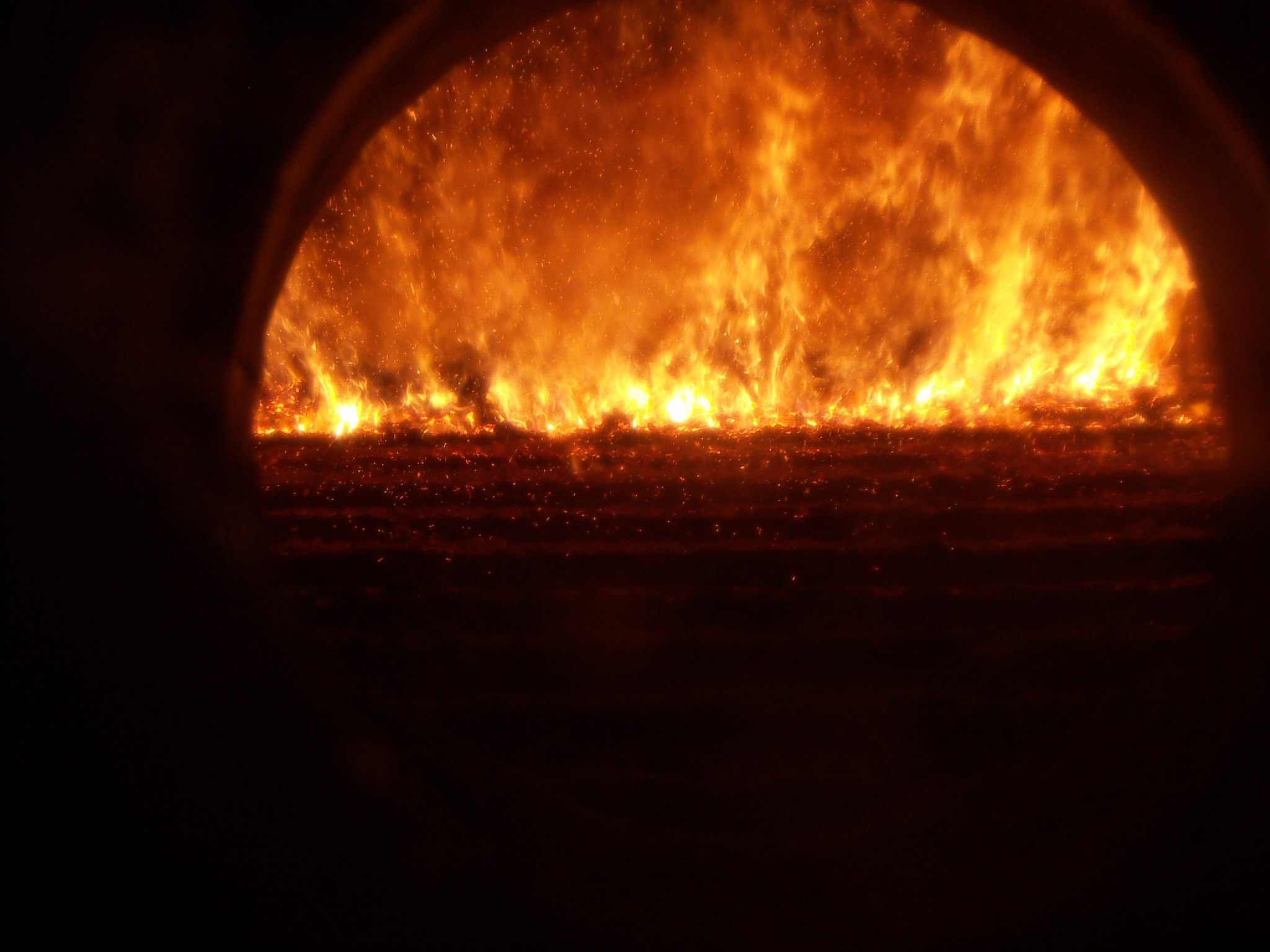
Il forno della centrale di teleriscaldamento di Dobbiaco

Poiché il 42% del territorio dell'Alto Adige è ricoperto da foreste e boschi, la Provincia autonoma può usufruire a pieno della fonte d'energia a basso costo e rinnovabile rappresentata dal legname: esso infatti ha un valore neutro di CO2 e non si esaurisce dato che la foresta si rigenera in continuazione; in Alto Adige la ricrescita del legname è di oltre 85.000 metri solidi, dei quali solo la metà viene utilizzata ogni anno. Analizzando questi dati si può capire che lo sfruttamento di questo materiale può considerarsi un sistema intelligente, utile per la manutenzione boschiva.
Altra fonte di cippato o di segatura (che ne è un derivato) è il materiale dagli scarti delle segherie che lavorano anche con legname di importazione ed anzi, in alcune zone, come la Pusteria, ha un ruolo predominante.
Dal 1994 in Alto Adige sono state costruite ben 57 centrali di teleriscaldamento alimentate a biomassa, ed altre ancora ne sono in progettazione. In particolare in val Pusteria, ben 12 comuni utilizzano questo tipo di riscaldamento, come ad esempio a Dobbiaco, dove è stata inaugurata nel 1998 una delle centrali più grandi, che è stata ampliata nel 2005.

### Lombardia
Come già accennato, la città di Brescia ha una rete costituita da un impianto inceneritore (il quale ricava il calore bruciando i rifiuti) e due centrali termiche funzionanti in cogenerazione che contribuisce a riscaldare gli ambienti domestici e lavorativi del 75% della popolazione del Comune (A2a).
Il termovalorizzatore "Silla2" di Milano, tramite un ciclo di cogenerazione, è in grado di erogare fino a 160 MW termici. Nel 2009 la rete di teleriscaldamento raggiungeva il quartiere Gallaratese (Milano), Pero e la Fiera di Milano; nel 2011 vi fu l'allacciamento del quartiere San Siro (Milano) e delle frazioni Cerchiate (Pero) e Mazzo (Rho), con interconnessione alla rete esistente del Molinello; a febbraio del 2012 è stata realizzata la rete di teleriscaldamento prevista in zona Città Studi. La centrale di generazione, completata, è stata posta nell'area del gasometro di Via Cavriana.
Altri esempi sono la centrale di cogenerazione di Mantova (nata nel 2005 e attualmente in espansione), di Cremona, di Tirano (SO), di Sellero (BS), di Sesto San Giovanni, di Cinisello Balsamo, di Busto Arsizio, di Cassano d'Adda, di Corsico e di San Donato Milanese (MI), di Madesimo, Sondalo e Santa Caterina Valfurva (SO).
Ad oggi è in fase di progettazione una rete di teleriscaldamento sul territorio di Lecco, Valmadrera e Malgrate, principalmente alimentato dal termovalorizzatore Silea, sito in Valmadrera, e da recupero di calore di scarto da Caleotto, sito in Lecco.

### Piemonte
In Piemonte sono presenti molte città che utilizzano il teleriscaldamento: Pinerolo, Ormea, Verzuolo, Alba, Acqui Terme, Alessandria, Nizza Monferrato, Sestriere, Savigliano, Fossano, Saluzzo, Busca, Vernante, Barge, Alpignano, Cirie', Rivarolo Canavese, Settimo Torinese, Pragelato e Bardonecchia, Chieri, Novi Ligure, Mondovì, Centallo, Cuneo, Bra, Carmagnola, Cortemilia, Ivrea, Piossasco, Racconigi. Torino ha prestato, da sempre, una grande attenzione alla qualità dell'aria ed il teleriscaldamento rappresenta il proseguimento delle idea avviata con la metanizzazione degli stabili. All'inizio degli anni 1980, la AEM, azienda elettrica municipale di Torino (poi diventata Iride e adesso Iren dopo alcune fusioni), produceva e distribuiva energia elettrica, ma si attrezzò per distribuire calore nell'area nord (Le Vallette) e una decina di anni dopo, trasformati i gruppi di produzione di energia termoelettrica in assetto di cogenerazione, iniziò a distribuire il calore per il teleriscaldamento anche nell'area sud (Mirafiori). Considerando i comuni limitrofi, l'espansione della rete è di oltre 470 km. A fine 2012, Torino ha oltre il 40% delle abitazioni allacciate alla rete di teleriscaldamento, che ne fa la città più teleriscaldata d'Europa. A fine 2013 viene inaugurato un nuovo impianto di produzione a trigenerazione in sostituzione di quello nell'area nord e si passa al 55% delle abitazioni allacciate alla rete di teleriscaldamento.

### Veneto
Dal 2009 a Polverara in Provincia di Padova è funzionante una rete di teleriscaldamento lunga 2.5 km. Ad essa sono allacciati la maggior parte di edifici pubblici e un centinaio di abitazioni private. Il Consiglio Comunale ha approvato il servizio di teleriscaldamento, pertanto tutte le nuove edificazioni sulle lottizzazioni si dovranno allacciare alla rete principale di teleriscaldamento. Il calore proviene dalla combustione di biomassa legnosa. Attualmente nella città di Este, in provincia di Padova, è attivo il teleriscaldamento degli uffici pubblici tra cui il municipio, l'ospedale, la biblioteca comunale, la canonica ed alcune abitazioni private. L'importanza di tale rete risiede nel fatto che il calore proviene da motori endotermici (in assetto cogenerativo) alimentati a biogas ottenuta dopo fermentazione anaerobica della FORSU (Frazione Organica del Rifiuto Solido Urbano). Verona ha una rete lunga 232 Km con 5 centrali di cogenerazione, la prima delle quali operativa dal 1975, gestita da AGSM Verona; la rete è collegata inoltre agli impianti delle Acciaierie di Verona, permettendo il recupero di calore di scarto dal camino e dai rulli di trasporto del materiale in lavorazione.

### Friuli-Venezia Giulia
La rete di teleriscaldamento a Udine ha iniziato la sua estensione con la centrale di produzione sita presso l'Ospedale Santa Maria della Misericordia di Udine. Nel mese di giugno 2017 sono cominciati i lavori per l'allacciamento degli Istituti scolastici superiori Zanon, Marinelli e Malignani, opera funzionante dal mese di ottobre.

### Emilia-Romagna

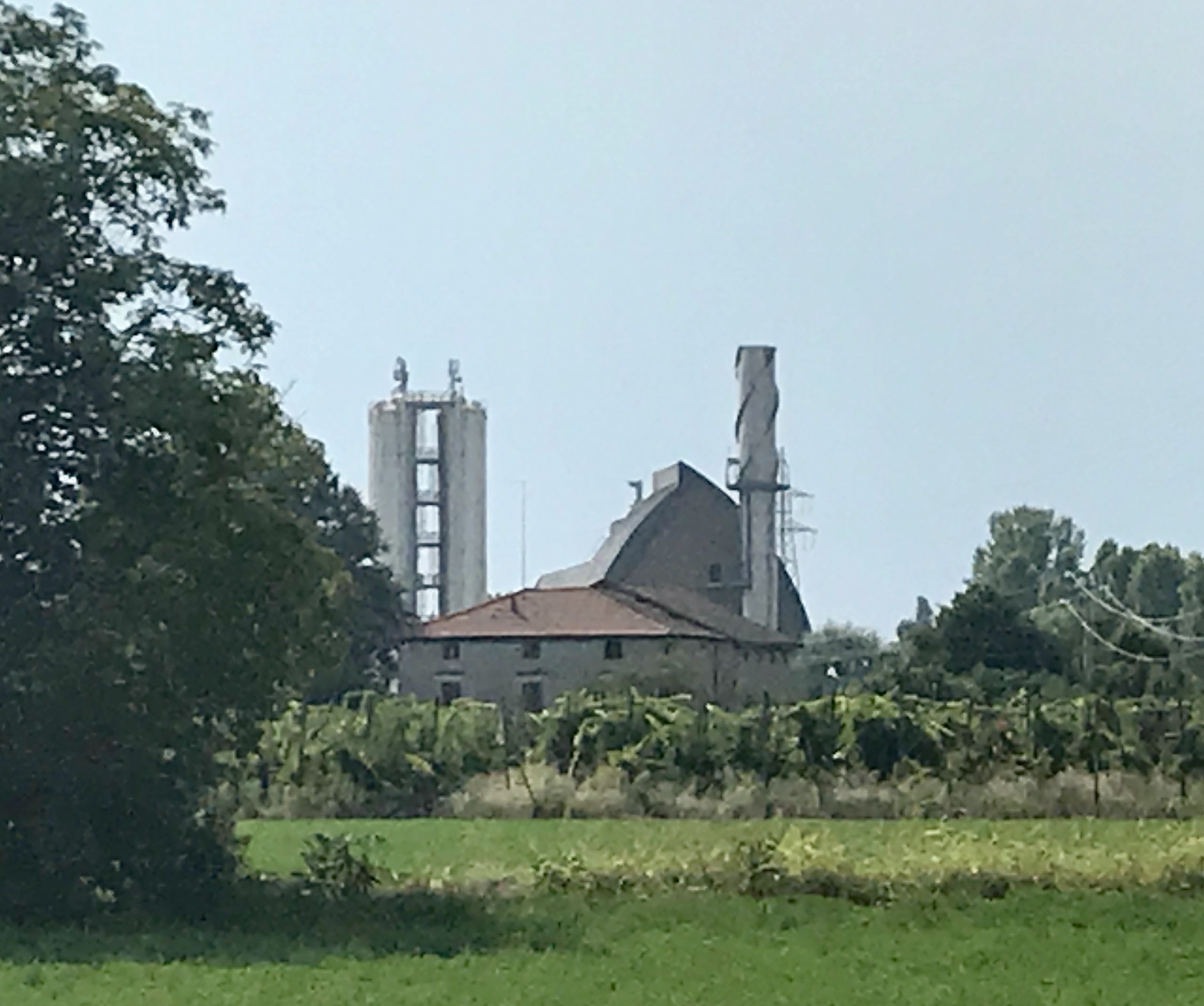
Centrale del teleriscaldamento di Reggio Emilia-Cavazzoli

A Parma la rete di teleriscaldamento ha iniziato la sua estensione nei primi anni del 2000 e attualmente copre circa il 30% del territorio. La generazione avviene tramite caldaie alimentate a gas metano e motore endotermico che fa cogenerazione, produce quindi oltre ad acqua calda anche energia elettrica. In previsione ci sarà la costruzione di un termovalorizzatore, che sostituirà le caldaie nella produzione di acqua calda ed energia.
Anche a Reggio Emilia, Imola e Piacenza si sta allargando la zona di distribuzione degli impianti di cogenerazione; mentre in alcune città, come Bologna, Forlì e Modena, sono stati avviati impianti di trigenerazione. Bisogna dire che la posa delle reti è onerosa e crea disagi agli abitanti; ha però diversi vantaggi per chi ne usufruisce e per tutta la popolazione in generale. Con l'installazione degli scambiatori di calore, si riducono i costi di manutenzione delle sottocentrali (centrale termica dell'edificio), non ci sono più pericoli per eventuali fughe di gas, scoppi di caldaie, problemi di canne fumarie ecc., anche per chi non ne usufruisce direttamente ci sono vantaggi, infatti i dati di rilevazione delle polveri sottili nelle zone servite danno risultati incoraggianti.
La rete di teleriscaldamento di Ferrara, unico in Italia nel suo genere, è alimentato principalmente con un impianto a energia geotermica a media entalpia, che è situato in località Cassana, ad ovest della città ad una distanza di 4 km. È in fase di studio la realizzazione di un nuovo impianto e pozzo di sfruttamento per estendere la rete che è stata realizzata dalla metà degli anni 1980.

### Lazio
Dal 1984 Acea a Roma gestisce un impianto di teleriscaldamento, alimentato dalla centrale di cogenerazione di Tor di Valle. Il servizio è erogato in due comprensori romani, Torrino sud e Mostacciano, a 23.000 abitanti e consente di eliminare emissioni nell'atmosfera e di ridurre l'inquinamento.
L'efficacia del sistema deriva dall'utilizzo di calore, quale prodotto di recupero del processo di generazione per via termica dell'energia elettrica, per usi civili. L'energia recuperata viene trasportata attraverso tubazioni interrate direttamente all'interno delle case e utilizzata per il riscaldamento e la produzione di acqua calda.
Inoltre Acea, per mezzo della sua Ecogena SpA, gestisce da circa il 2010-11 un altro proprio impianto di riscaldamento in zona Porta di Roma con notevoli contestazioni dei cittadini, poi inviate anche presso l'AntiTrust (dal 3 ottobre 2016), anche all'Autorità per l'Energia Elettrica e del Gas per abusi di posizione dominante monopolio, contratti vessatori contro la tutela dei consumatori in corso di accertamento.

### Liguria
L'IREN gestisce il teleriscaldamento nella città di Genova, con una rete in espansione.

### Inchieste e denunce
Con provvedimento n. 23184 incluso nel bollettino n° 52 del 16/1/2011, l'AGCM ha avviato un'indagine conoscitiva (IC46) sull'intero settore del teleriscaldamento in Italia a seguito di sospetti di instaurazione di monopoli del mercato dell'energia a danni degli utenti. L'indagine nasce a seguito delle di cittadini di tutta Italia collegati a reti di teleriscaldamento.
Tali presunti abusi sono segnalati in conformità alla nuova legge L.102/2014, di recepimento della direttiva europea in assunzione degli impegni presi per la riduzione dei consumi energetici nel mondo (vedi protocollo di Kyoto, XXI Conferenza delle Parti dell'UNFCCC,etc.), che delega la Autorità di regolazione per energia reti e ambiente ad aprire un dipartimento di Teleriscaldamento specifico e regolamentare questo sistema per in singoli utenti immobiliari.